# Pieter de Jong

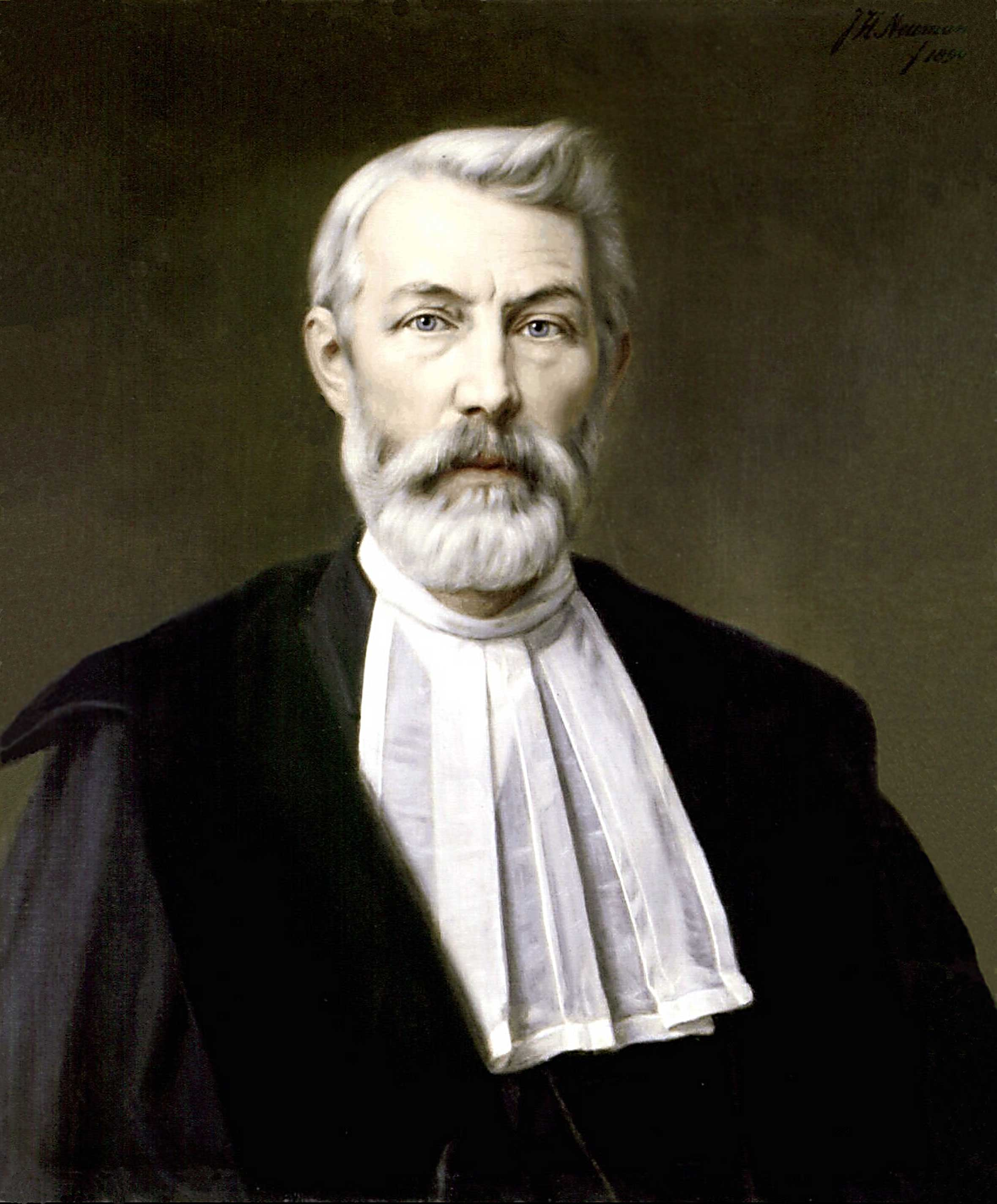
Pieter de Jong

Pieter de Jong (* 3. März 1832 in Nieuwveen; † 25. Januar 1890 in Utrecht) war ein niederländischer Orientalist.

## Leben
Pieter war Sohn des Bauern Jan de Jong und dessen Frau Pietertje Hoogenboom. Einige Jahre nach seiner Geburt übernahm sein Vater ein Gehöft in Hazerswoude, wo Pieter aufwuchs. Nach dem Besuch der Grundschule und des Internats in Kouderkerk, immatrikulierte er sich am 13. September 1851 an der Universität Leiden. Hier studierte er Theologie und orientalische Sprachen, wobei Theodoor Willem Johannes Juynboll sein prägender Lehrer wurde. Im August 1856 wurde er unter die Pfarramtskandidaten von Zeeland aufgenommen. An Stelle von Abraham Kuenen wurde er 1853 Aufseher der orientalischen Handschriften der Sammlung Warner in der Leidener Universitätsbibliothek und promovierte unter demselben am 15. Juni 1857 mit der Abhandlung De psalmis Maccabaïcis zum Doktor der Theologie. Am 8. März 1859 wurde Jong Lektor für Persisch und Türkisch in Leiden und erhielt am 23. Juli 1866 durch königlichen Beschluss einen Professorentitel.
Am 15. Dezember 1869 beriefen ihn die Kuratoren der Universität Utrecht zum Professor der orientalischen Sprachen, welche Aufgabe er am 12. Februar 1870 mit der Einführungsrede Het belang dat de beoefenaar van het Hebreeuwsch heeft bij de kennis der overige Semitische talen übernahm. In seiner Eigenschaft als Utrechter Hochschullehrer beteiligte er sich auch an den organisatorischen Aufgaben der Hochschule und war 1880/81 Rektor der Alma Mater. Dieses Amt legte er mit der Rede De strijd voor de vrijheid der Academie, gedurende de eerste vijftig jaar van haar bestaan, door de stedelijke regering tegen de Kerk gericht nieder. Jong wurde 1875 Mitglied der königlich niederländischen Akademie der Wissenschaften.
Jong verheiratete sich am 28. Juli 1869 in Leiden mit Cornelia Johanna Godina Le Poole (* 21. November 1836 in Leiden; † 18. März 1900 in Utrecht), die Tochter des Fabrikanten Samuel Jacob le Poole ( get. 4. Februar 1800 Leiden † 5. Februar 1866 in Leiden) und der Cornelia Johanna Gaudina de Coningh (* 10. November 1807 in Delft: † 20. September 1867). Aus der Ehe stammen Kinder, von diesen kennt man:
- Petronella Cornelia de Jong (* 28. Februar 1872 in Utrecht)
- N.N. de Jong (* + † 17. November 1873)
- Samuel Johan de Jong (* 9. November 1875 in Utrecht; † 11. November 1875 ebenda)

## Werke (Auswahl)
- Dhahabi, Moschtabih. Leiden 1863, 1881
- Iln al-Qaisarani, Ansab al-muttafiqa. Leiden 1865
- Thaalibi Lata ifo 'l-ma' arif. Leiden 1867
- Fragmenta historicorum arabicorum, I. Leiden 1869 (mit M. J. de Goeje)
- Catalogus codd. orientt. bibl. acad. Lugd.-Bat. III, IV. Leiden 1851–1877 (mit M.J. de Goeje)
- Catalogus codd. orientt. bibl. acad. regiae scientiarum. Leiden 1862
- De Prediker vertaald en verklaard. Leiden 1861
- Toespraak tot zijn leerlingen bij de opening zijner lessen op 26 September 1874. Utrecht 1874